# Juvaincourt
Juvaincourt és un municipi francès, situat al departament dels Vosges i a la regió del Gran Est. L'any 2007 tenia 171 habitants.

## Demografia

### Població
El 2007 la població de fet de Juvaincourt era de 171 persones. Hi havia 72 famílies, de les quals 16 eren unipersonals (4 homes vivint sols i 12 dones vivint soles), 20 parelles sense fills, 28 parelles amb fills i 8 famílies monoparentals amb fills.
La població ha evolucionat segons el següent gràfic:
Habitants censats

### Habitatges
El 2007 hi havia 80 habitatges, 67 eren l'habitatge principal de la família, 5 eren segones residències i 8 estaven desocupats. 78 eren cases i 2 eren apartaments. Dels 67 habitatges principals, 58 estaven ocupats pels seus propietaris, 6 estaven llogats i ocupats pels llogaters i 3 estaven cedits a títol gratuït; 2 tenien dues cambres, 5 en tenien tres, 11 en tenien quatre i 49 en tenien cinc o més. 56 habitatges disposaven pel capbaix d'una plaça de pàrquing. A 31 habitatges hi havia un automòbil i a 27 n'hi havia dos o més.

### Piràmide de població
La piràmide de població per edats i sexe el 2009 era:
| Homes | Edats   | Dones |
| ----- | ------- | ----- |
| 0     | 95 o +  | 0     |
| 0     | 90 a 94 | 0     |
| 2     | 85 a 89 | 2     |
| 2     | 80 a 84 | 0     |
| 6     | 75 a 79 | 4     |
| 2     | 70 a 74 | 5     |
| 3     | 65 a 69 | 6     |
| 2     | 60 a 64 | 4     |
| 1     | 55 a 59 | 3     |
| 9     | 50 a 54 | 4     |
| 7     | 45 a 49 | 8     |
| 5     | 40 a 44 | 9     |
| 9     | 35 a 39 | 5     |
| 3     | 30 a 34 | 5     |
| 6     | 25 a 29 | 4     |
| 5     | 20 a 24 | 7     |
| 10    | 15 a 19 | 3     |
| 6     | 10 a 14 | 5     |
| 2     | 5 a 9   | 3     |
| 4     | 0 a 4   | 3     |

## Economia
El 2007 la població en edat de treballar era de 115 persones, 90 eren actives i 25 eren inactives. De les 90 persones actives 79 estaven ocupades (49 homes i 30 dones) i 11 estaven aturades (4 homes i 7 dones). De les 25 persones inactives 9 estaven jubilades, 3 estaven estudiant i 13 estaven classificades com a «altres inactius».

### Ingressos
El 2009 a Juvaincourt hi havia 68 unitats fiscals que integraven 176 persones, la mediana anual d'ingressos fiscals per persona era de 15.423 €.

### Activitats econòmiques
Dels 26 establiments que hi havia el 2007, 1 era d'una empresa alimentària, 1 d'una empresa de fabricació de material elèctric, 6 d'empreses de fabricació d'altres productes industrials, 2 d'empreses de construcció, 6 d'empreses de comerç i reparació d'automòbils, 1 d'una empresa de transport, 1 d'una empresa d'hostatgeria i restauració, 2 d'empreses financeres, 5 d'empreses de serveis i 1 d'una empresa classificada com a «altres activitats de serveis».
Dels 4 establiments de servei als particulars que hi havia el 2009, 1 era un taller de reparació d'automòbils i de material agrícola, 1 guixaire pintor, 1 lampisteria i 1 restaurant.
L'any 2000 a Juvaincourt hi havia 7 explotacions agrícoles.

## Poblacions més properes
El següent diagrama mostra les poblacions més properes.